# Qingsheng, Yunnan
Qingsheng är en socken i Kina. Den ligger i provinsen Yunnan, i den sydvästra delen av landet, omkring 390 kilometer norr om provinshuvudstaden Kunming. Antalet invånare är 10 384. Befolkningen består av 4 688 kvinnor och 5 696 män. Barn under 15 år utgör 28,0 %, vuxna 15-64 år 63 %, och äldre över 65 år 8,0 %.
Genomsnittlig årsnederbörd är 1 208 millimeter. Den regnigaste månaden är juli, med i genomsnitt 287 mm nederbörd, och den torraste är december, med 11 mm nederbörd.